# Далузян, Мелине Овсеповна
Мелине Овсеповна Далузян (арм. Մելինե Դալուզյան; род. 20 апреля 1988, Ленинакан) — армянская спортсменка, многократная чемпионка Армении (2003—2009), двукратная чемпионка Европы (2007, 2008), призёр чемпионата мира (2006, 2010) по тяжёлой атлетике. Мастер спорта Армении международного класса (2006). В 2016 году в Голландии спортсменка прошла процедуру изменения пола и стала мужчиной, сменив имя на Мел.

## Спортивная биография
Начала заниматься тяжёлой атлетикой в 2002 году под руководством Арташеса Нерсесяна. Сначала родители противились её увлечению тяжёлой атлетикой, но в дальнейшем стали гордиться успехами дочери в этом виде спорта. В 2005 году выиграла чемпионат Европы среди юниоров, а в 2006 году повторила этот успех и завоевала бронзовую медаль чемпионата мира среди взрослых. В 2007 и 2008 годах становилась чемпионкой Европы среди взрослых. Готовилась принять участие в Олимпийских играх в Пекине, но из-за острого приступа панкреатита, была вынуждена отказаться от участия в этих соревнованиях.

## Допинг
22 декабря 2018 года пресс-служба IWF опубликовала результаты перепроверки допинг-пробы спортсменки, взятой на Олимпиаде 2012. В пробе атлетки был обнаружен туринабол. Спортсменка временно отстранена от соревнований. 10 мая 2019 года МОК дисквалифицировал спортсменку.